# سهل شمال الصين
يرتكز سهل شمال الصين (البينيين: Huáběi Píngyuán) على رواسب النهر الأصفر ويُعد أضخم سهل رسوبي في آسيا الشرقية. يحد السهل من الشمال جبال يانشان (Yanshan) ومن الغرب حافة جبال تايهانغ (Taihang) التي تقع عند هضبة («الجبال الغربية») بمقاطعة شانشي (Shanxi). ويلتحق من الجنوب بـسهل يانغتسي (Yangtze). ويطل من الناحية الشمالية الشرقية والجنوبية الشرقية على بحر بوهاي، ومرتفعات شبه جزيرة شاندونغ (Shandong)، والبحر الأصفر. يجري النهر الأصفر في وسط السهل حيث يصل إلى بحر بوهاي.
يقع سد شياولانغدي (Xiaolangdi) متعدد الأغراض أسفل سد سانمنشيا (Sanmenxia) حيث يقع في الوادي الأخير للنهر أمام سهل شمال الصين، كما تكوّنت منذ ما يزيد عن آلاف السنين دلتا كبيرة من الطمي الذي سقط عند مصب نهر هوانج هي. يمتد سهل شمال الصين على طول معظم مقاطعات هنان، هيبي، وشاندونغ ويلتحق بدلتا نهر يانغتسي في مقاطعتي جيانجسو وآنهوي الشماليتين. يتعرَّج النهر الأصفر على طول السهل الخصيب المكتظ بالسّكان، ويصب في بحر بوهاي. يُعد هذا السهل من أكثر المناطق الزراعية فعاليةً بالصين، حيث يتم خلاله إنتاج الذّرة، السورغم، القمح الشتوي، الخضراوات، والقطن. ويلقَّب هذا السهل باسم «بلد الأرض الصفراء».
عادةً ما يُشار إلى الجزء الجنوبي من السهل باسم السهل الرئيسي ((بالصينية: 中原; البينيين: Zhōngyuán))، وهو يُعد مهد الحضارة الصينيّة.
تبلغ مساحة السهل حوالي 409,500 كيلومتر مربع (158,100 ميل2)، يقل معظمها عن 50 مترًا (160 قدمًا) فوق مستوى سطح البحر. يُعد هذا السهل المنبسط ذو التربة الصفراء المنطقة الرئيسية لإنتاج السورغم، الدخن، الذرة (نبات)، والقطن في الصين. كما ينمو به أيضًا القمح، بذور السمسم، والفول السوداني. ويُعد السهل من أكثر المناطق اكتظاظًا بالسكان في العالم.
تقع العاصمة الوطنية بكين، على الطرف الشمالي الشرقي للسهل، كما تقع تيانجين، التي تُعد إحدى المدن الصناعية الحيوية والموانئ التجارية الهامة على مقربةٍ من الساحل، الذي يوجد شمال شرق السهل. وتُعد شنغلي (Shengli) للنفط التي تقع في شاندونغ إحدى شركات النفط الرئيسية الهامة. كما يُعد السهل مصبًا رئيسيًا للنهر الأصفر.

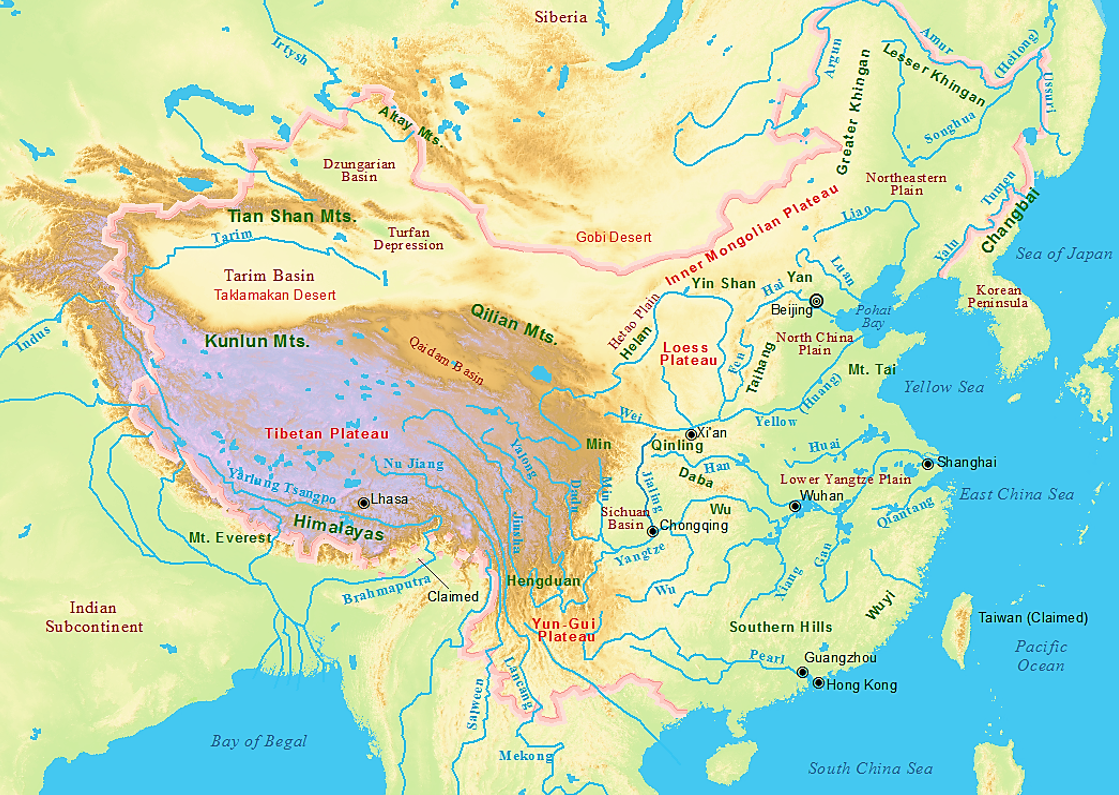
يتمثَّل سهل شمال الصين في المنطقة التي تُحيط بالنهر الأصفر وروافده السفلى والسهب الخالي من الأشجار، الذي يمتد شمال الصين.

## الأهمية التاريخية
كان لموقع سهل شمال الصين الجغرافي آثار ثقافية وسياسية عميقة. يواصل السهل بصفةٍ عامة امتداده بخلاف أجزائه التي تلتحق بسهل يانغتسي من الجنوب دون أن تقطعه أي جبال ويطل على القليل من الأنهار، مما يسهل التنقل داخله بالخيل بسرعة. وبالتالي، تتّحد اللغة التي يتحدَّث بها سكان هذا السهل بعكس ما يتحدّث به سكان الصين الجنوبية من لغاتٍ ولهجاتٍ عديدة. كما أن إمكانية التنقل بسرعةٍ داخل السهل جعلت الحكومة تميل إلى جعله المركز السياسي في الصين.
نظرًا لأن تربة سهل شمال الصين الخصبة تلتحق تدريجيًا بـسهوب وصحاري آسيا الوسطى، دون أن تفصلها أية حواجز طبيعية فقد كان السهل مُعرَّضًا لغزو آسيا الوسطى ومنشوريا مما دفع الصين إلى بناء سور الصين العظيم.
وبرغم خصوبة تربة سهل شمال الصين إلا أنه لا يمكن التنبؤ بحالة الطقس به، حيث يقع السهل عند نقطة تقاطع الرياح الرطبة القادمة من المحيط الهادئ مع الرياح الجافة القادمة من داخل القارة الآسيوية. مما يُعرِّض السهل إلى الفيضانات والجفاف. كما يساعد انبساط السهل على حدوث فيضاناتٍ عارمةٍ عند هدم الكباري المبنيّة فوق الأنهار التي يطل عليها. لقد اقترح العديد من المؤرخين فكرة أن هذه العوامل دفعت الصين إلى إنشاء حكومة صينية مركزية لكي تتولى إدارة مخازن الحبوب، والحفاظ على الأجهزة الهيدروليكية، وحماية الحصون من سكان السهوب. (تستوعب مدرسة «المجتمع الهيدروليكي» جميع هذه الحكومات التي تم إنشاؤها في أودية نهر الفرات، ونهر السند، والنهر الأصفر نظرًا لضرورة الإشراف على أعدادٍ ضخمةٍ من العمال لبناء قنوات الرّي والتحكم في الفيضانات).